# Jeníkovice (okres Hradec Králové)
Obec Jeníkovice (německy Jenikowitz) se nachází v okrese Hradec Králové, kraj Královéhradecký. Žije zde 519 obyvatel. 

## Historie
První písemná zmínka o obci pochází z roku 1385. 
Ve 20. století se zde dodržovala spousta tradic, které spojovaly tehdejší obyvatele v jednu velkou rodinu. Příkladem je masopust, Velikonoce, myslivecké bály a mnoho dalších. Některé ze zmíněných přetrvaly až dodnes.

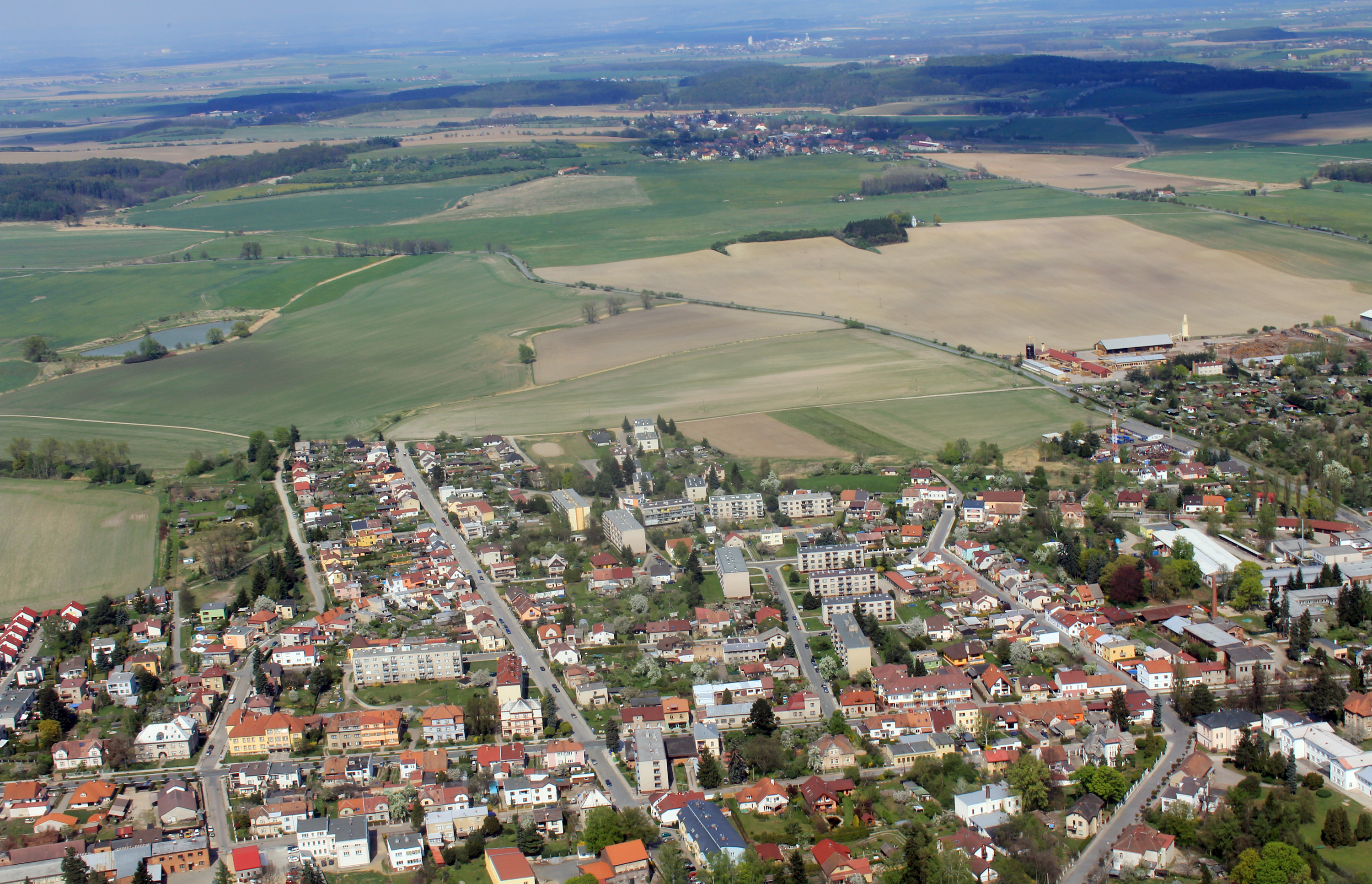
Letecký snímek spolu s Třebechovicemi pod Orebem

## Pamětihodnosti
- Kostel svatého Petra a Pavla
- obytné stavení čp. 146
- Venkovská usedlost čp. 51
- Venkovská usedlost čp. 111
- Vrše
- Jámy
- Plato
- Lavička u Samků
- Rybník Žabinec
- Rybník pod Turkem
- Památná Lípa v Coufalce
- Hřbitov a bývalá márnice

## Exulanti
V době pobělohorské během slezských válek emigrovaly z náboženských důvodů celé rodiny do pruského Slezska. Dělo se to pod ochranou vojska pruského krále Fridricha II. Velikého. Hromadnou emigraci nekatolíků zpočátku organizoval Jan Liberda a zprostředkoval ji generál Christoph Wilhelm von Kalckstein. V Čechách zahrnovaly jezuitské metody rekatolizace povinnou docházku na katolické bohoslužby, domovní prohlídky prováděné duchovními i světskými úředníky, odpírání souhlasu vrchnosti k uzavírání sňatků, násilné odvody na vojnu a fyzické tresty. Číst nebo vlastnit bratrskou Bibli kralickou, která byla na indexu, bylo trestné. Místodržitelský patent vydaný dne 29. ledna 1726 zpřísnil tresty pro usvědčené nekatolíky, a to od jednoho roku nucených prací až po trest smrti. Rodičům protestantů mohly být odebrány děti a předány do péče katolickým opatrovníkům. Z Jeníkovic uprchli:
- Jan Hovorka, chalupník, který patřil v roce 1732 k vůdčím osobnostem opočenského hnutí. Dne 16. září 1732 žádal na zámku v Opočně jménem nekatolíků o povolení užívat kostel sv. Jakuba v Újezdě nad Dědinou pro evangelické bohoslužby.[6] Jan Hovorka vysvětloval při shromážděních biblické texty a sbíral jména těch, kteří se chtějí hlásit k evengelickému vyznání.[7] V roce 1732 byl Jan Hovorka uvězněn v Hradci Králové, v září odsouzen k pěti letům nucených prací. 20. ledna 1736 podepsal odvolání.[8] V únoru 1742 emigroval s celou svou rodinou do válkou zničeného městečka Münsterberg v pruském Slezsku, což bylo první útočiště těchto českých exulantů.
- Jan Hovorka *(1733), syn Janův z Jeníkovic. Patří mezi zakladatele české kolonie Friedrichův Hradec v pruském Slezsku.
- Václav Javůrek, bratr Jana z Šestajovic. V září 1732 šel spolu s Janem Francem (krejčí a chalupník z Roztok) za Janem Liberdou do Hennersdorfu a přinesli opis jeho dopisu s informacemi o jednání s pruským králem.[9] Václav byl uvězněn a v Jaroměři byl v září 1734 odsouzen k pěti letům nucených prací v železech. Emigroval s celou rodinou v únoru 1742 z Jeníkovic (kde byl chalupníkem) do Münsterbergu v pruském Slezsku. V roce 1750 je jeho rodina uvedena v seznamu kolonistů, kteří zakládali českou exulantskou obec Husinec. Majetek byl rodině Václava Javůrka v Čechách zabaven.[10]
- Pavel Bahník *(1705), chalupník. Emigroval s rodinou v únoru 1742 do Münsterbergu, odtud přešel do Husince. Kazatelem sboru v Husinci a Čermné v Pruském Slezsku byl od roku 1755 až do své smrti Samuel Figulus (2.4.1724–1771), pravnuk Jana Amose Komenského.
- Jan Hlaváček byl 3.11.1732 byl vyslýchán za to, že zběhl před vojáky.[11] Rozsudek z Vídně mu sice nepřidal další trest k tomu stávajícímu (za tajné schůzky), ale v roce 1734 mu další rok nucených prací přidali v Turnově.[12] Emigroval v únoru 1742 do Münsterbergu. V roce 1743 tam zapsal manželku Annu.
- Matěj Hlaváček, bratr Jana Hlaváčka měl stejný osud až na to, že v roce 1732 mu bylo 30 let, byl ženatý a měl čtyři děti. Emigroval v únoru 1742 s manželkou a sedmi dětmi.[13] Později se vrátil do Čech, aby prodal opuštěný majetek, ale v Kladsku byl zajat. Podařilo se mu uprchnout.
- Václav Němec*(1690) chalupník. Emigroval s rodinou v únoru 1742 do Münsterbergu, odtud pak do Husince. Opustil majetek.[14]
- Václav Němec *(1707) Únor 1742 - Münsterberg. V květnu 1742 měl dcerušku Alžbětu. V Čechách opustil majetek.[14]

Už před slezskými válkami, v letech 1719–1733, uprchli z Jeníkovic Petr Hejzral (Hajzlar, Heiseler, Häuseler aj.) Jan Rejman, Jan Hlaváček a jiní. Jejich cesty vedly do Gebharrdsdorfu, Hennersdorfu, Rixdorfu, Berlína – jejich životopisy se zachovaly a nacházejí se v archivu Jednoty bratrské v Herrnhutu (Ochranov). Část těchto dokumentů byla zveřejněna v knize Edity Štěříkové Běh života českých emigrantů v Berlíně v 18. století.

## Objekty zájmu
V Jeníkovicích se nachází mnoho zajímavých, historicky významných míst, které se dají zhlédnout, např. Koupaliště Jeníkovice, Cihelnu Jeníkovice, oblasti: Plato, Vrše, Jámy, vrchol Turek, zvoničku, památnou Lípu v Coufalce, Náves, kde se nacházel Rybník, dále Rybník pod Turkem, Těžiště cihlářské hlíny,  a další...
V současnosti je možno využít víceúčelového hřiště Jeníkovice za roční úplatu, viz stránky Jeníkovic. Hned vedle se nachází workoutové hřiště pro dospělé. V neposlední řadě lze využít fotbalové hřiště, dětská hřiště vedle či u hospody. Jeníkovice jako takové jsou vhodné pro procházky, během kterých můžete vidět spoustu zajímavých věcí.

## Významné osobnosti
- Jan Hovorka – vůdčí osobnost Opočenské rebelie (viz výše)[16]
- Jan Hovorka (syn) – spoluzakladatel české exulantské obce Friedrichův Hradec
- Václav Javůrek – spoluzakladatel české exulantské obec Husinec

## Fotogalerie

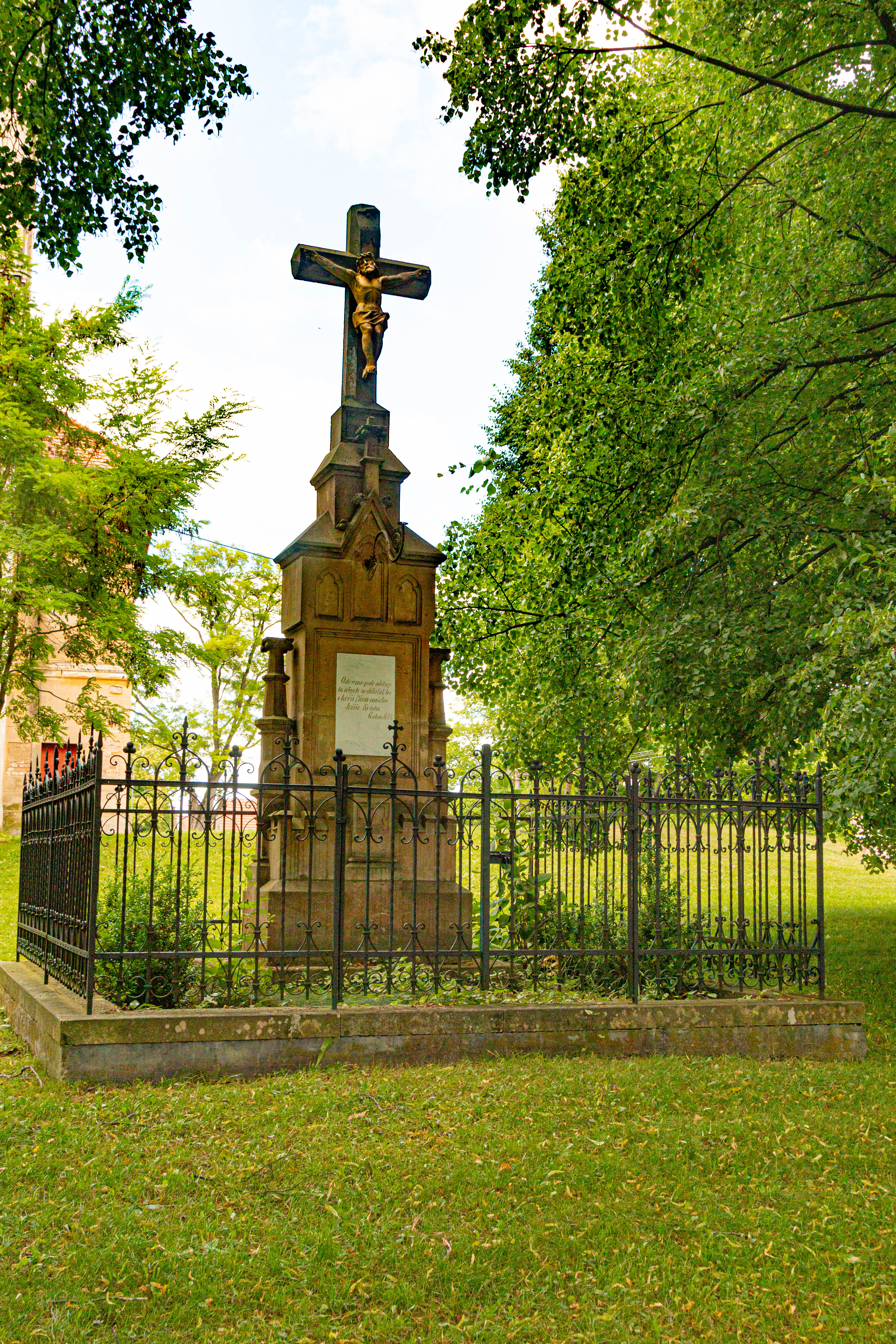
Kříž v Jeníkovicích u kostela svatého Petra a Pavla
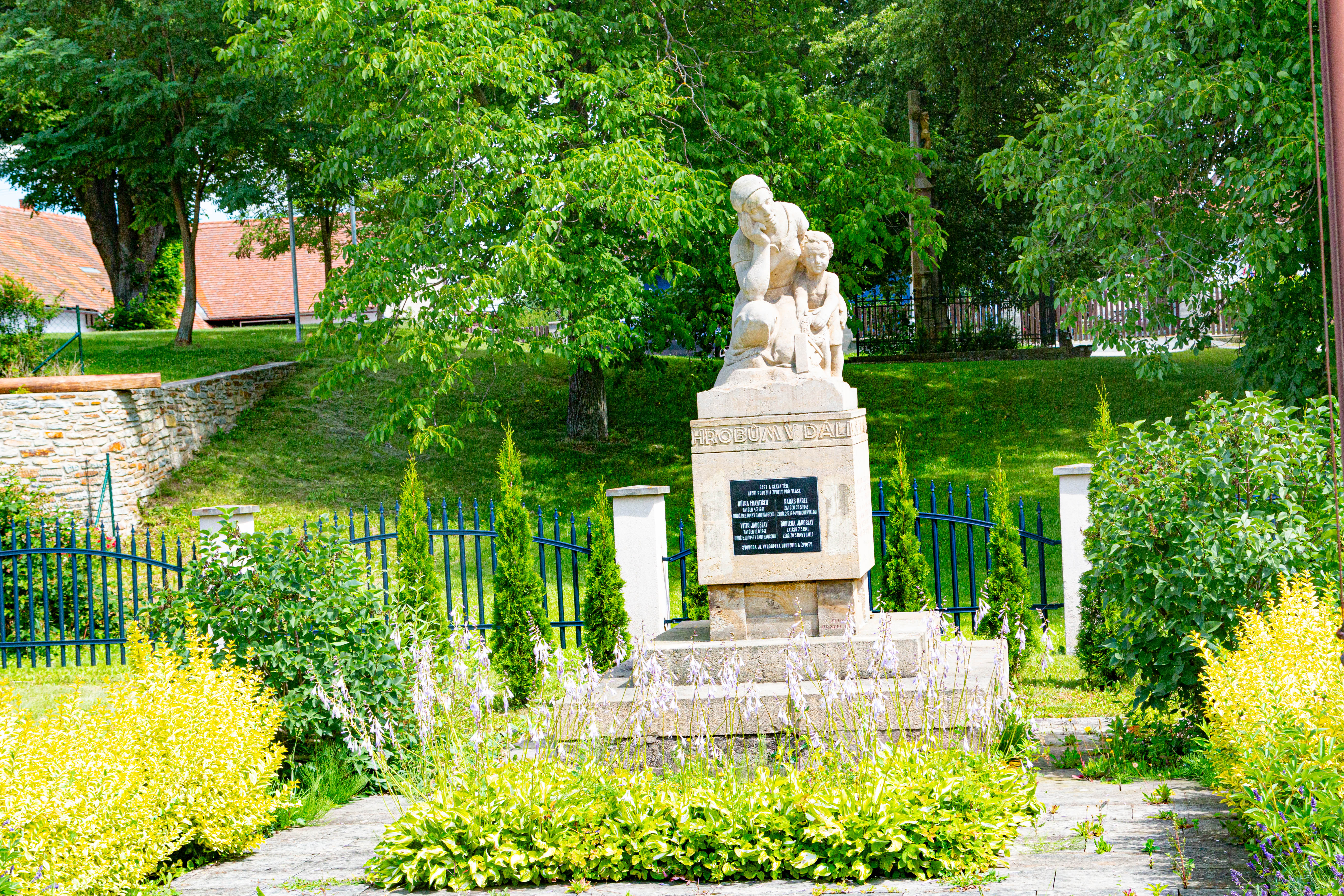
Pomník padlým v Jeníkovicích
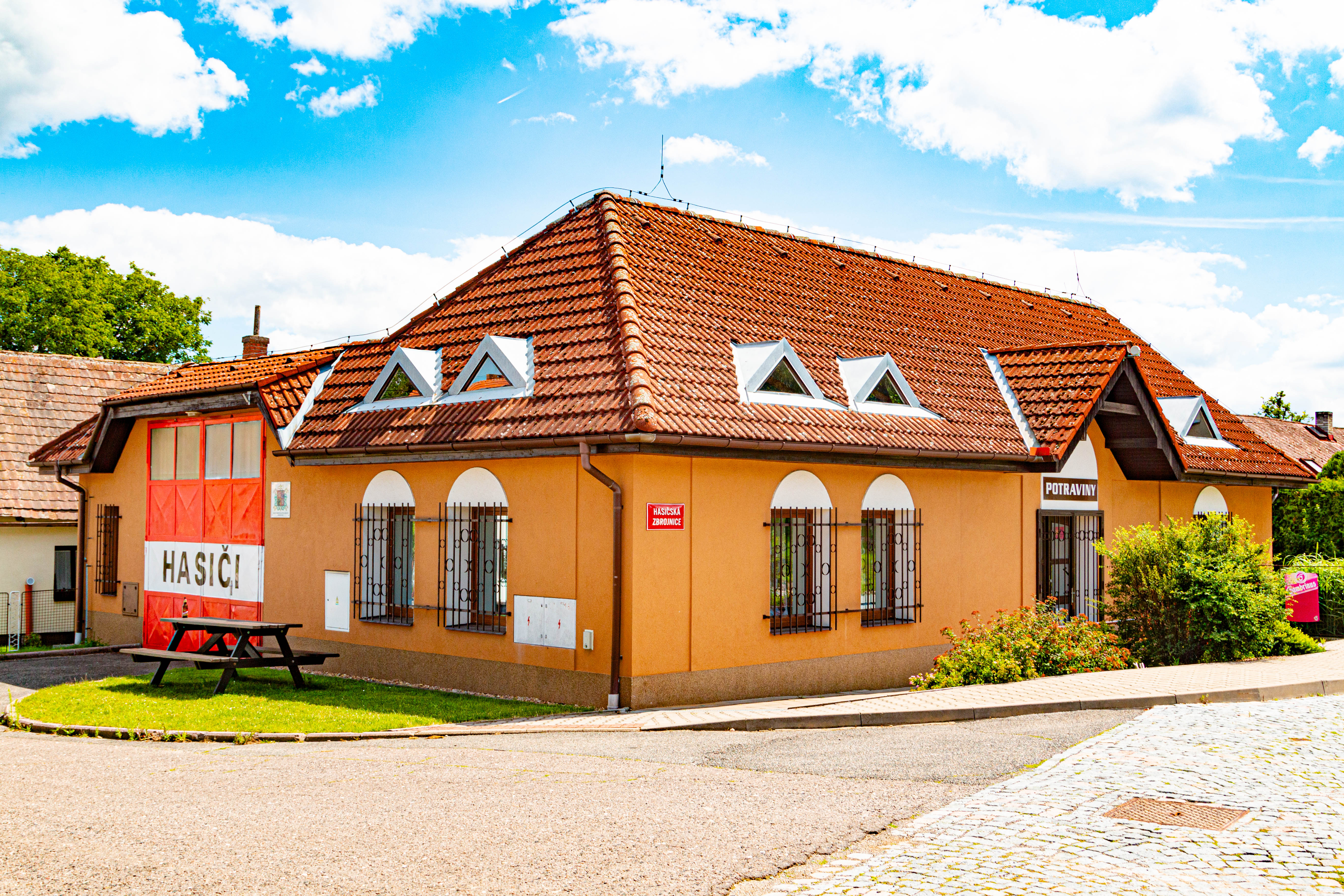
Hasičská zbrojnice v Jeníkovicích v okrese Hradec Králové
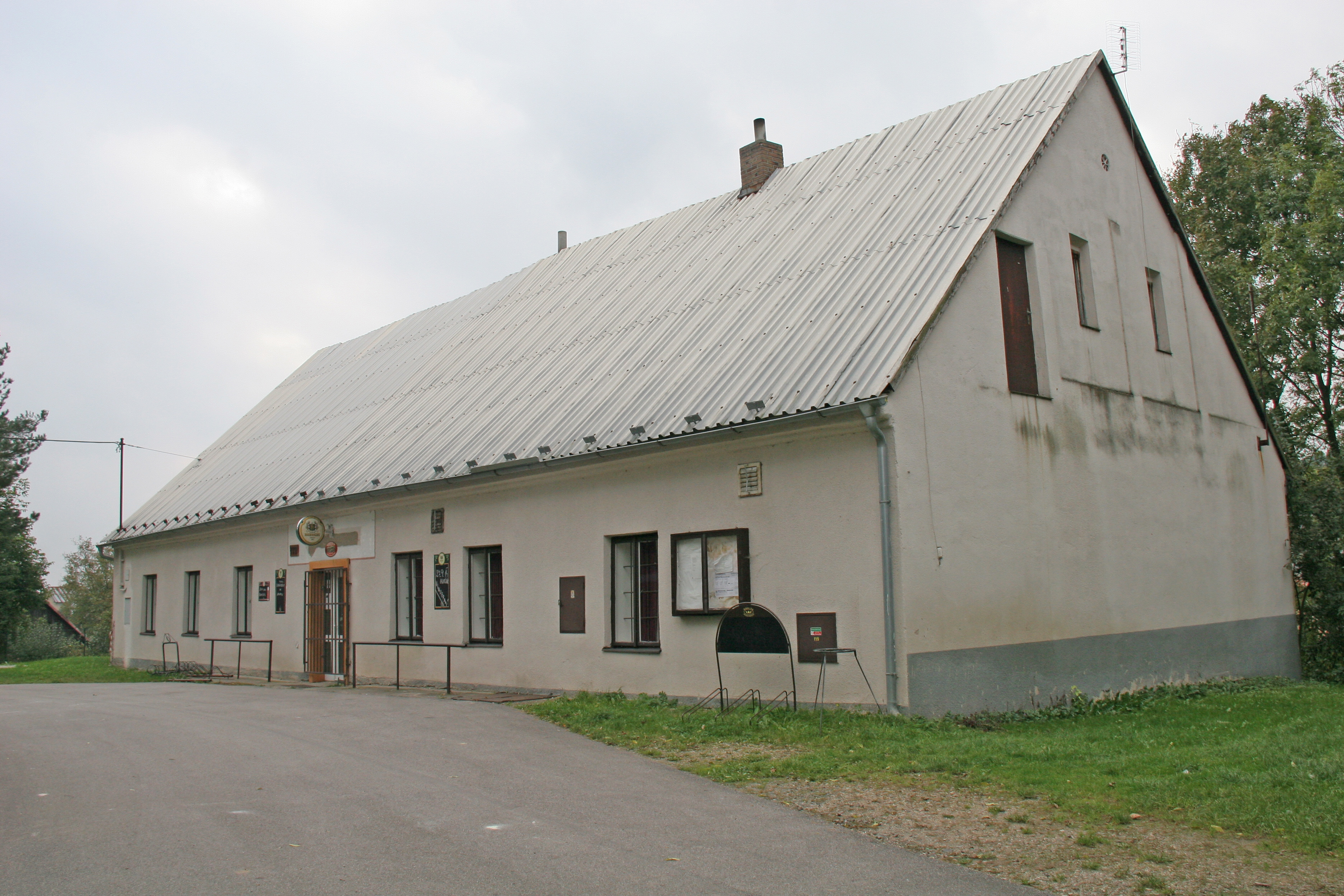
Jeníkovice - hospoda
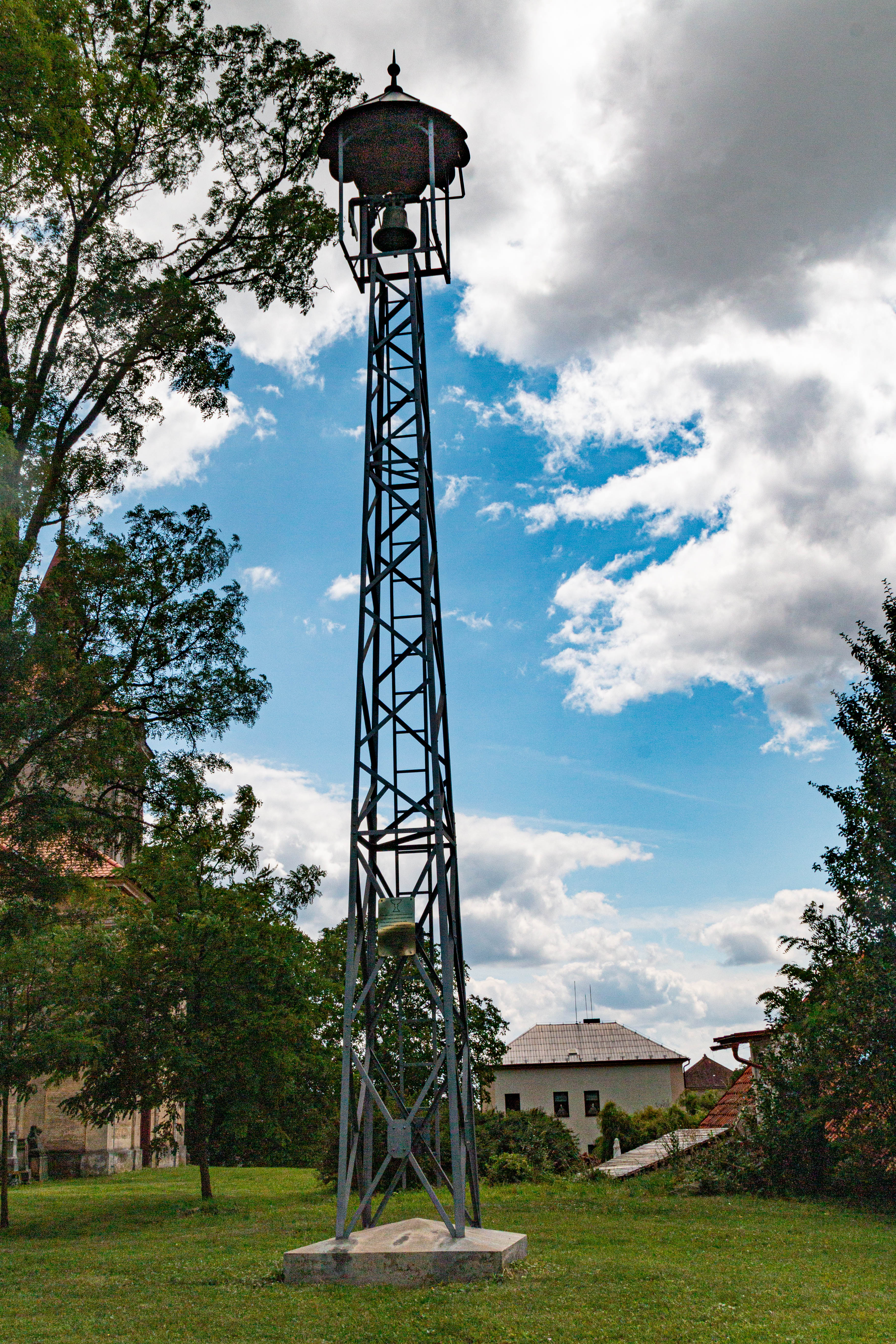
Zvonička v Jeníkovicích
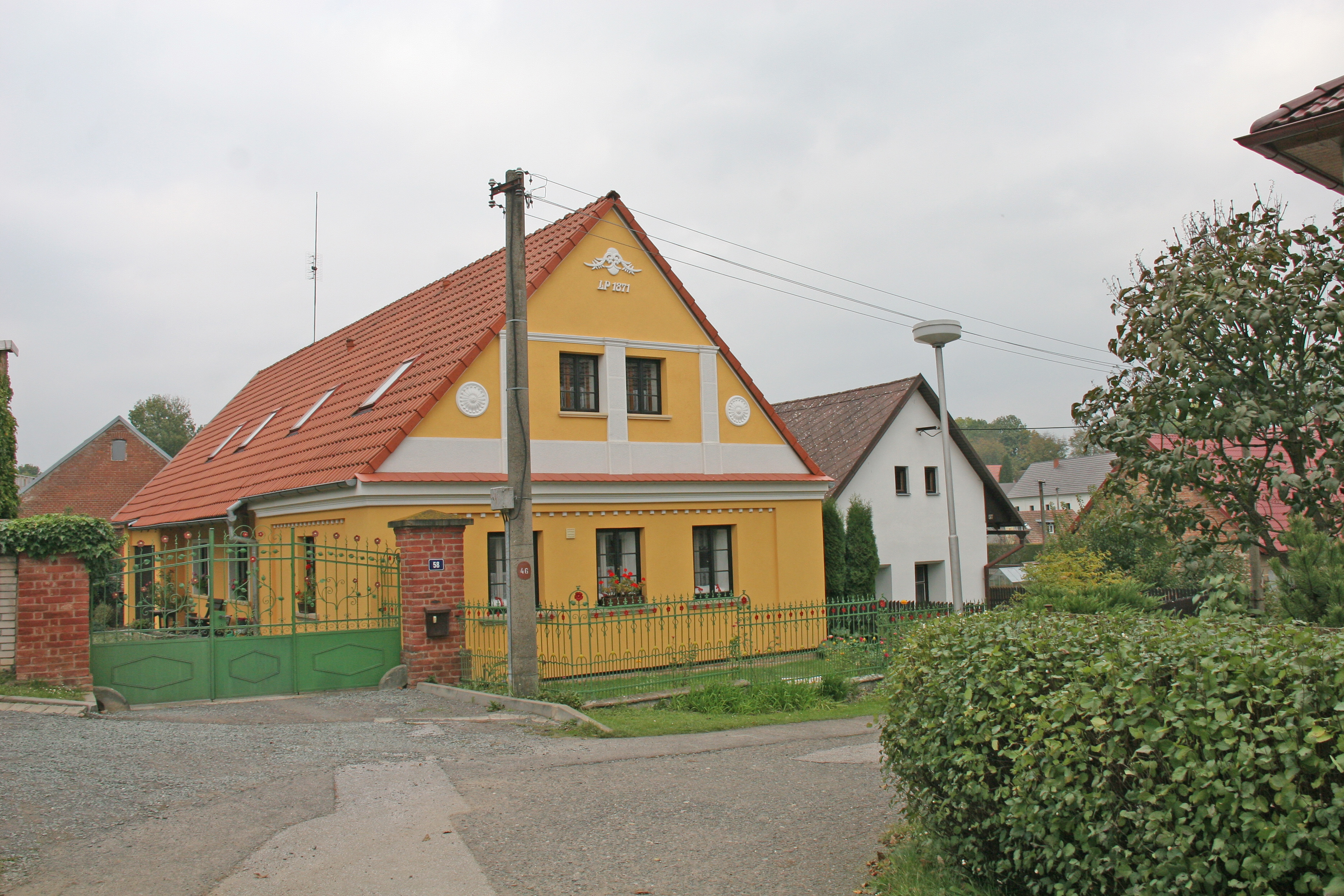
Jeníkovice čp. 58
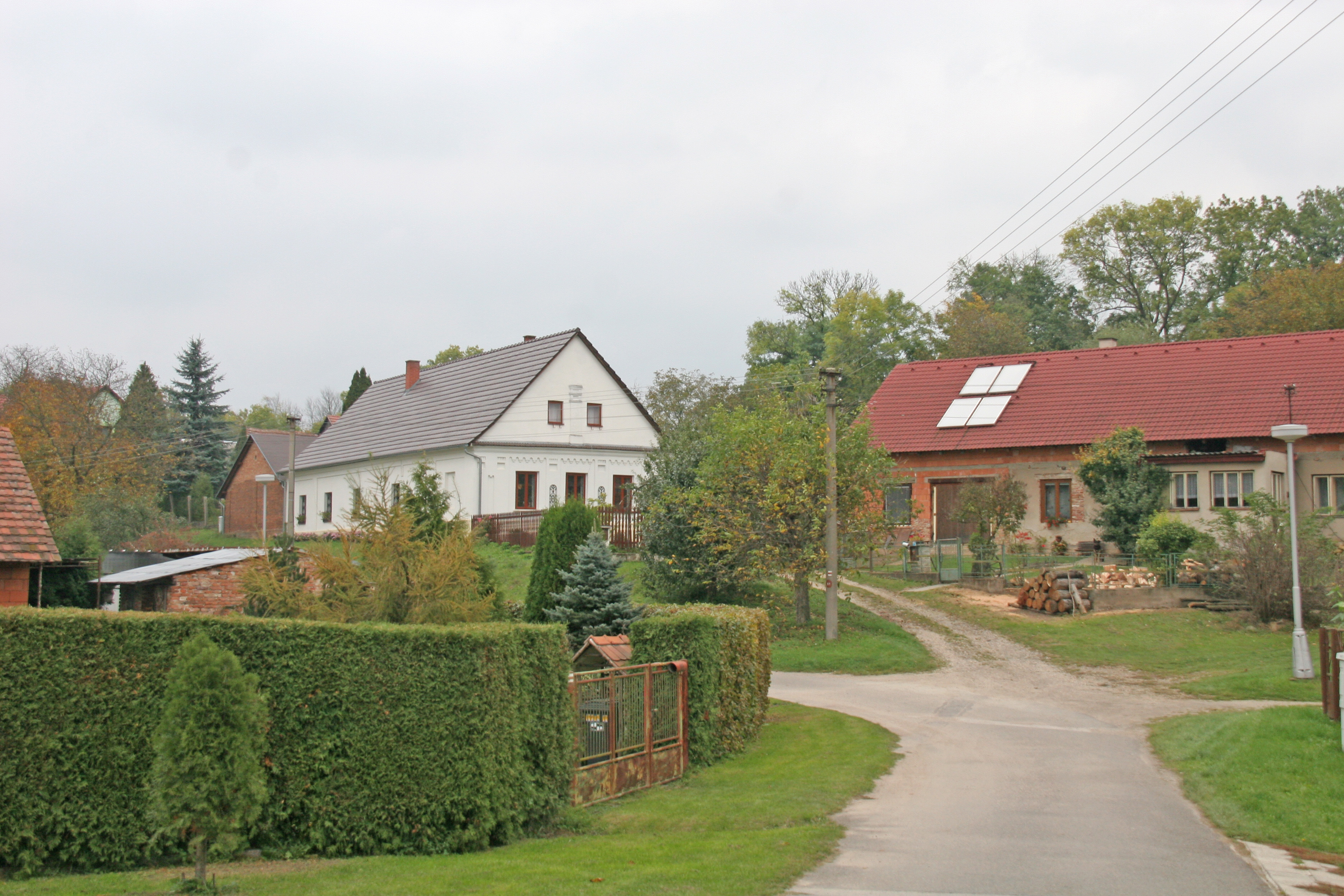
Jeníkovice čp. 109
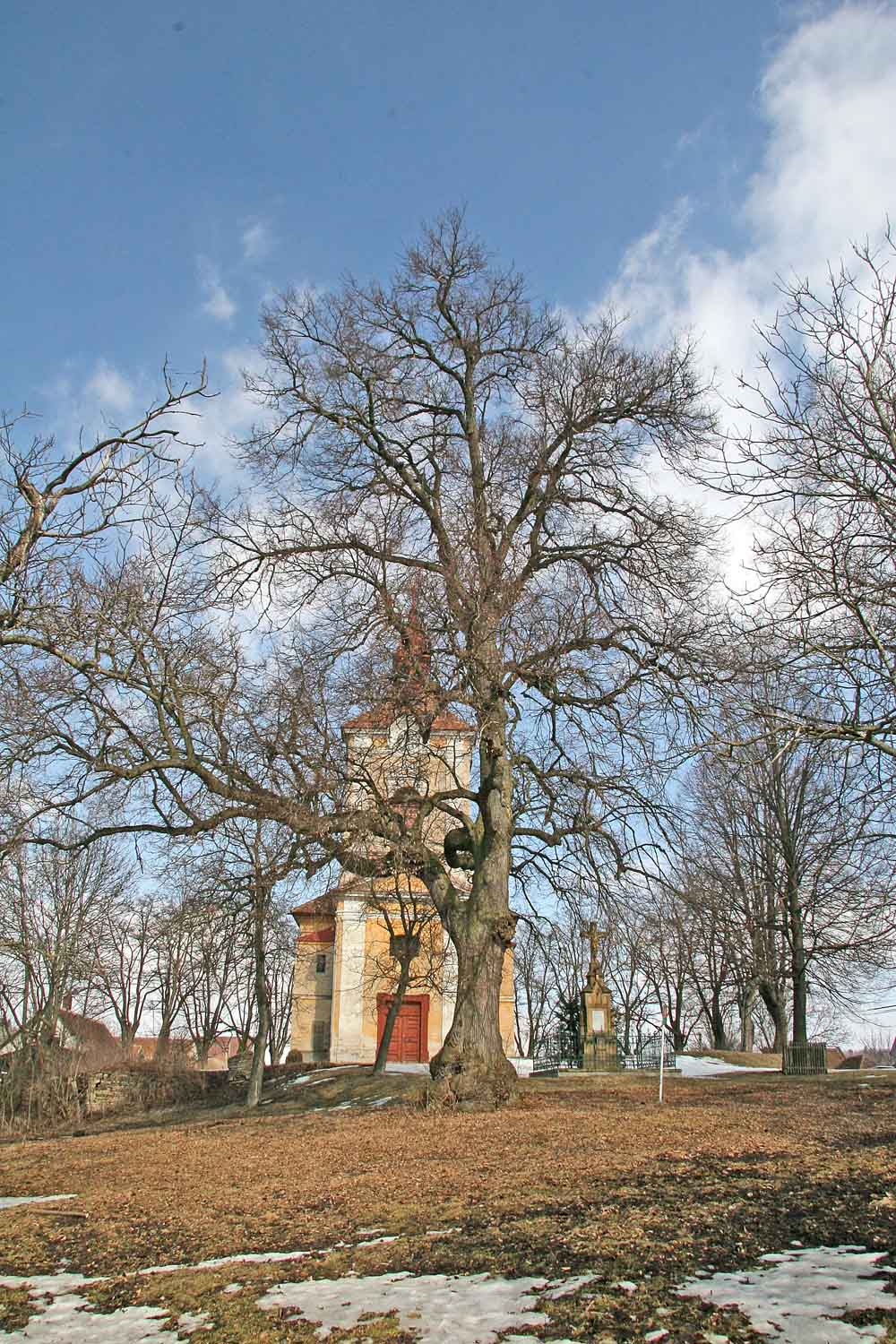
Památná lípa v Jeníkovicích